# Project Nomads
Project Nomads est un jeu vidéo mêlant stratégie temps réel et tir à la troisième personne développé par Radon Labs et édité par cdv, sorti en 2002 sur Windows et Mac.
Il prend place dans un univers steampunk.

## Accueil
- Jeux vidéo Magazine : 16/20[1]
- Jeuxvideo.com : 15/20[2]